# Сельское поселение Верхняя Орлянка
Сельское поселение Верхняя Орлянка — муниципальное образование в Сергиевском районе Самарской области.
Административный центр — село Верхняя Орлянка.

## Административное устройство
В состав сельского поселения Верхняя Орлянка входят:
- село Верхняя Орлянка,
- посёлок Алимовка,
- посёлок Калиновый Ключ,
- деревня Средняя Орлянка.